# Sauromalus
Sauromalus là chi gồm các loài thằn lằn lớn trong họ Cự đà, được tìm thấy chủ yếu trong các vùng khô hạn của tây nam Hoa Kỳ và bắc México. Một vài loài được tìm thấy trên các đảo ven bờ. Chi này có 5 loài.

## Hình ảnh

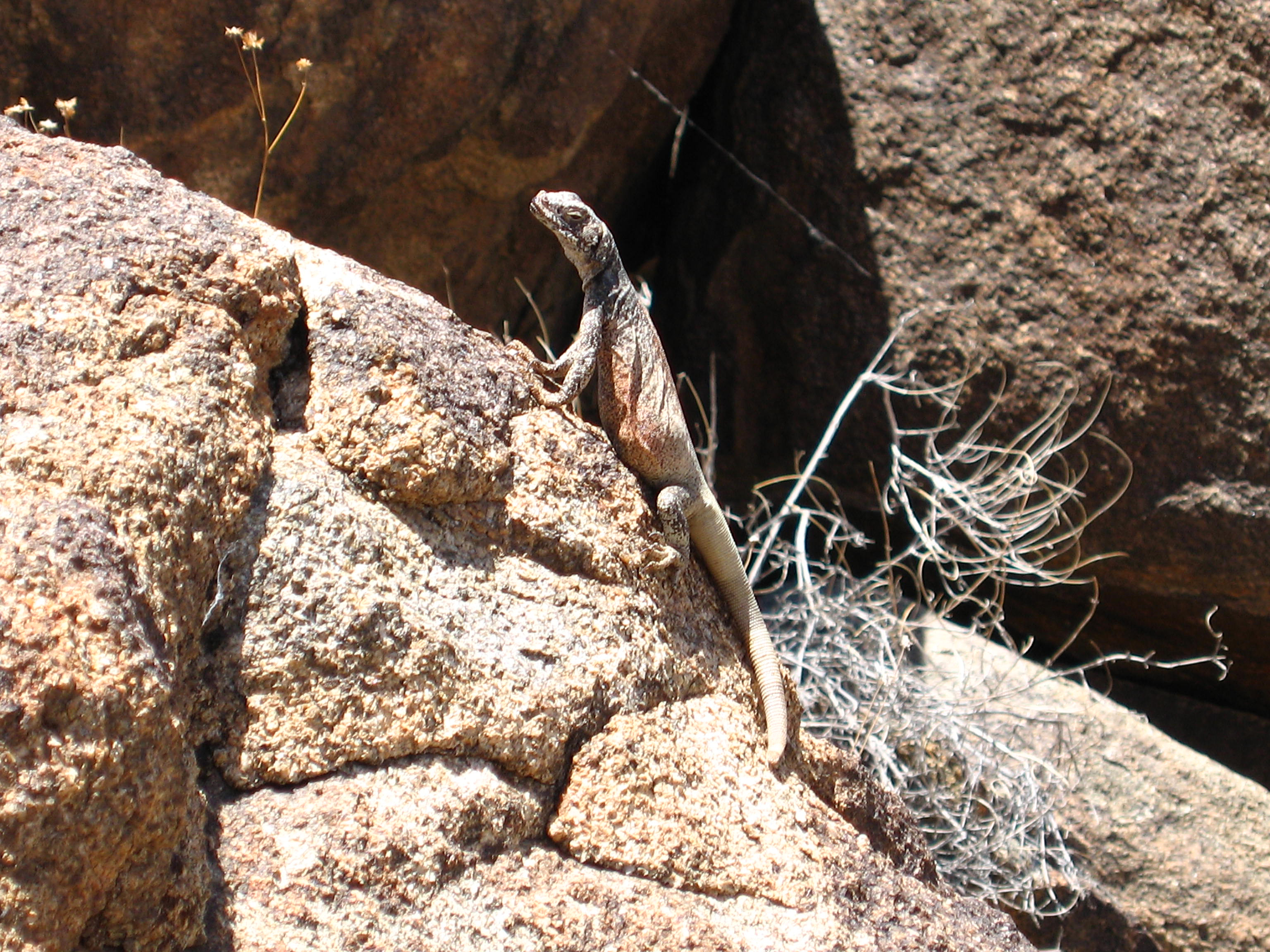
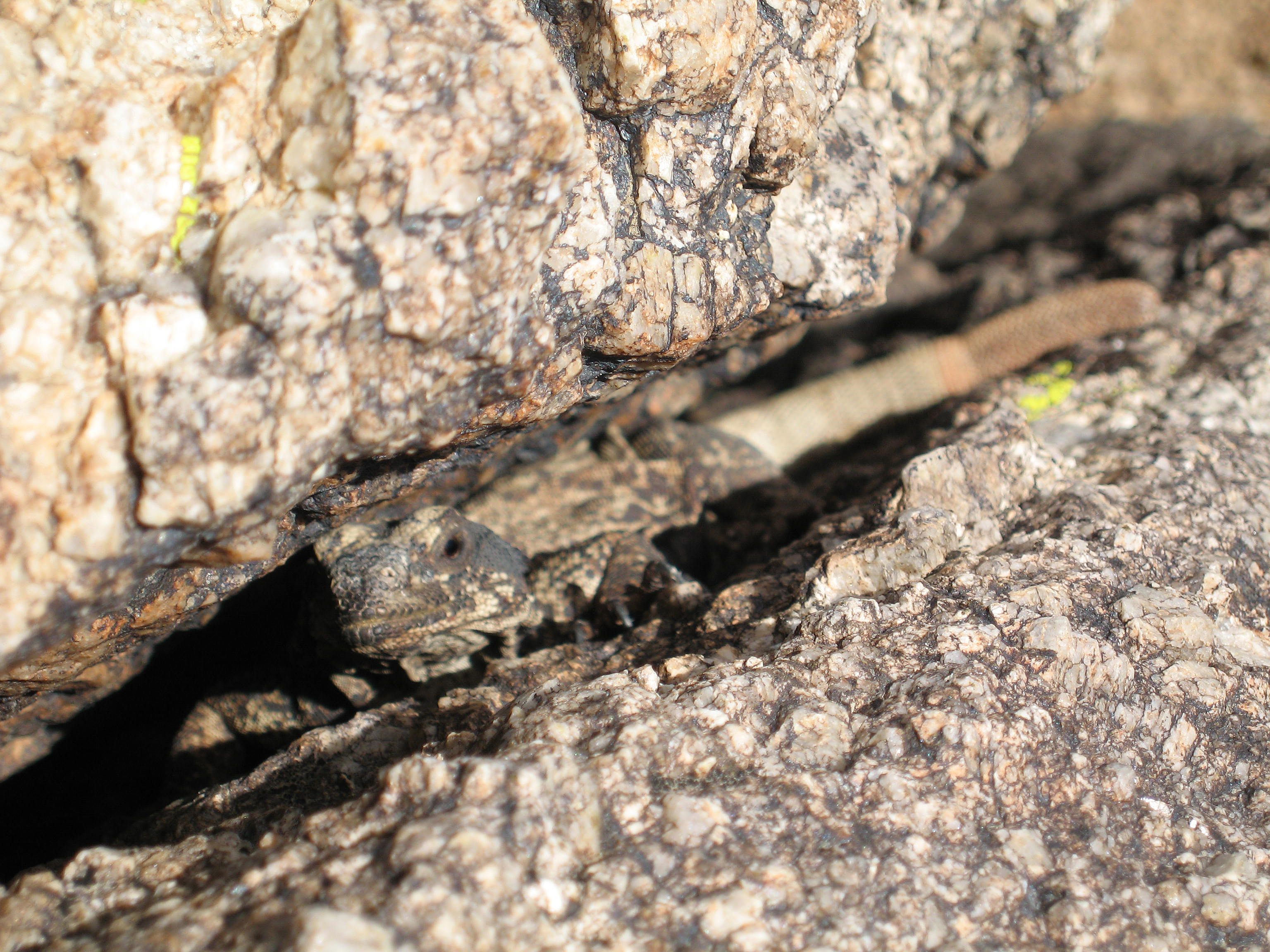
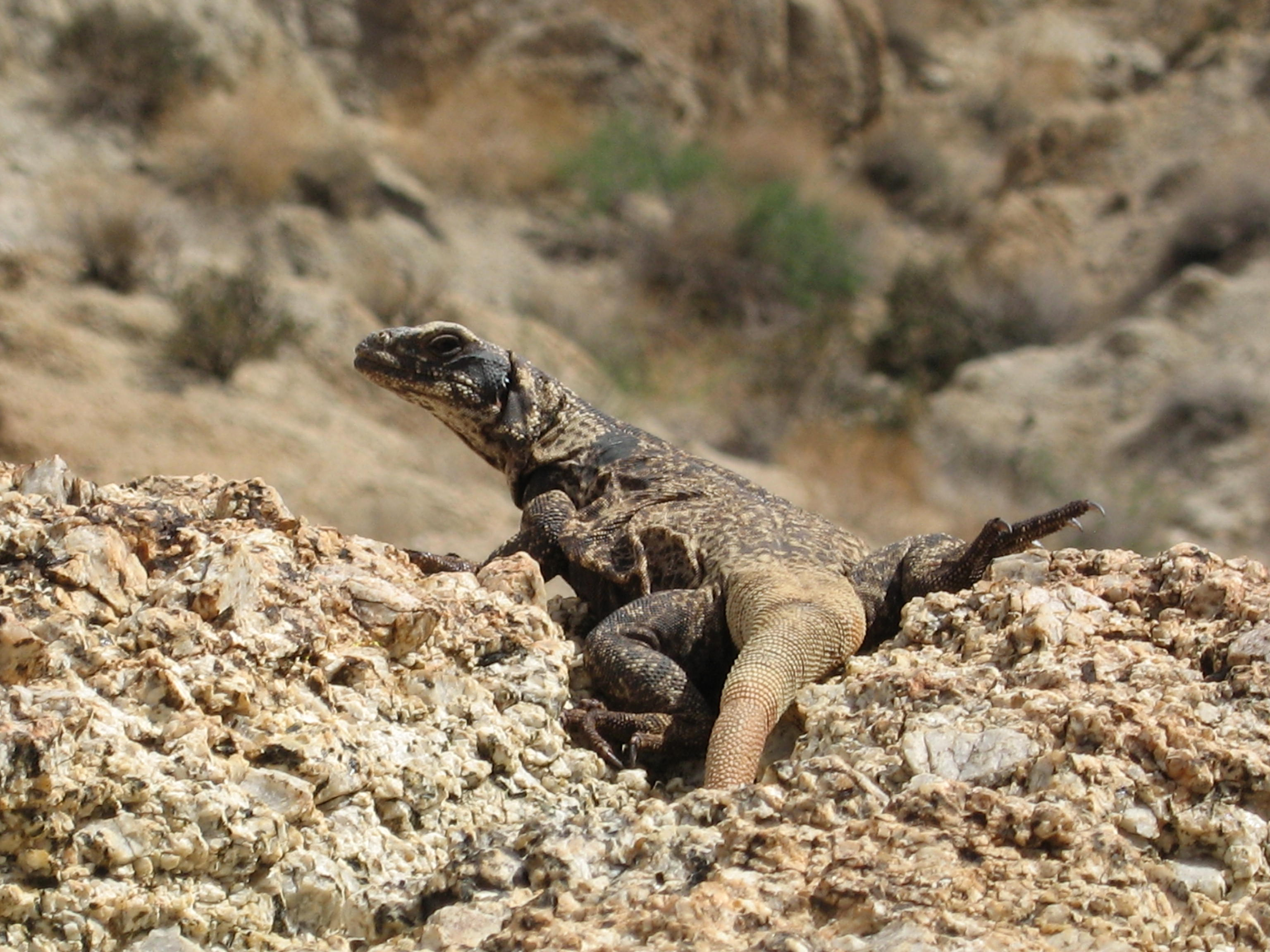
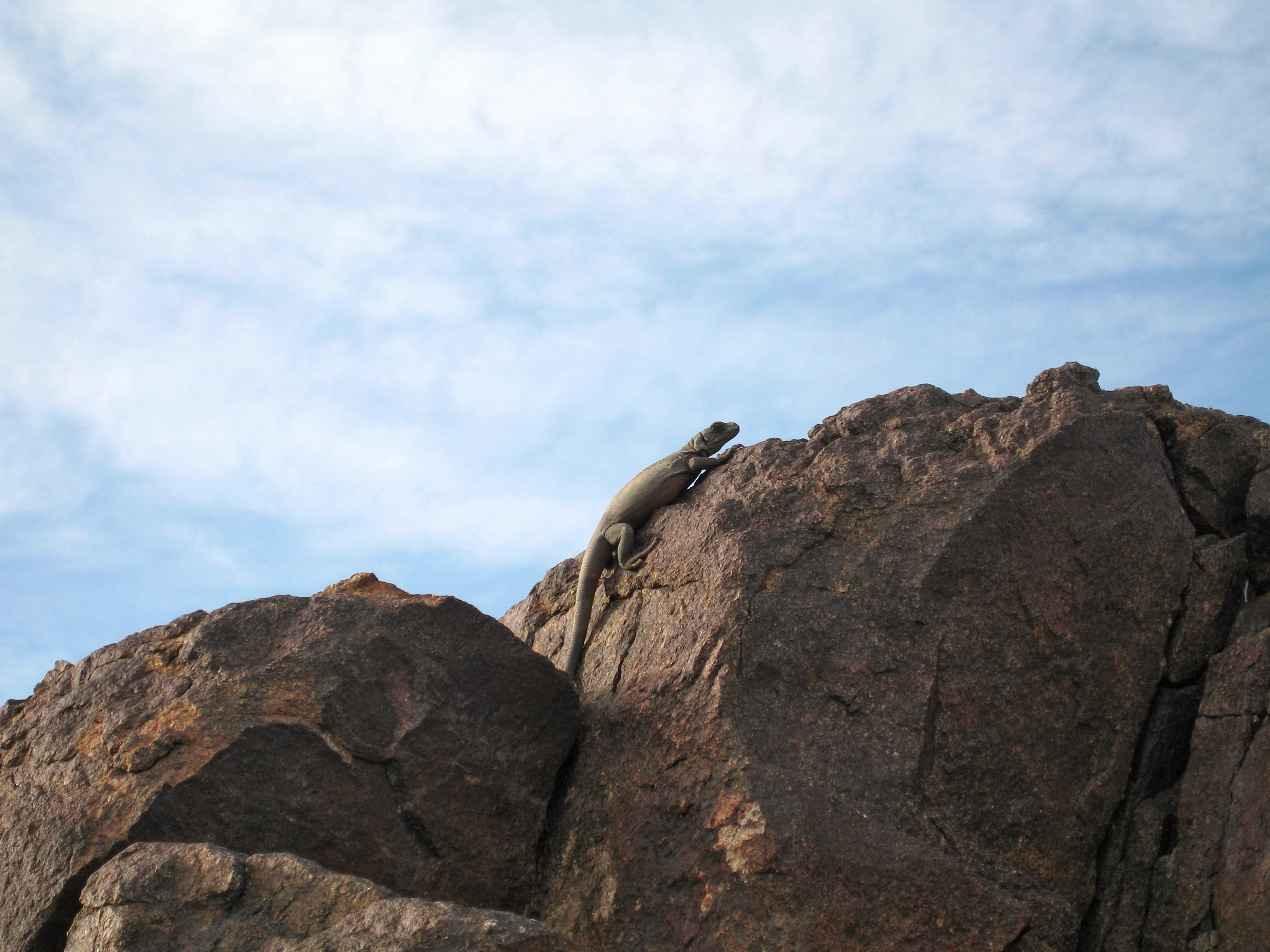